# Vereniging van Waterstaatkundige Ambtenaren van de Rijkswaterstaat
De Vereniging van Waterstaatkundige Ambtenaren van de Rijkswaterstaat (VWAR) was van 1954 tot 2011 de naam van de Nederlandse vereniging van ambtenaren van Rijkswaterstaat met beheersverantwoordelijkheid.
De vereniging werd als Vereeniging van Opzichters van den Rijkswaterstaat opgericht op 20 mei 1894 in het toenmalige hotel "l'Europe" in Utrecht. De vereniging stelde zich drie doelen, te weten: "het bevorderen van een kameraadschappelijken geest onder de leden van het korps opzichters van den Rijkswaterstaat, het behartigen van de belangen van het korps en het behandelen van technische onderwerpen".
Door het wijzigen van de naam van opzichter in die van technisch ambtenaar werd de naam in 1917 veranderd in Vereeniging van Technisch Ambtenaren van den Rijkswaterstaat, de VTAR. Nadat de naam van technisch ambtenaar in 1953 veranderde in die van waterstaatkundig ambtenaar is de naam nogmaals gewijzigd. Vanaf 1954 werd het de Vereniging van Waterstaatkundige Ambtenaren van de Rijkswaterstaat.
De leden van de VWAR, vervulden veelal de functie van dienstkringhoofd. De dienstkring was een geografisch afgebakend gebied, waarin het dienstkringhoofd verantwoordelijk was voor het beheer en onderhoud van de daarin gelegen rijkswaterstaatsobjecten.
Bij de reorganisatie van Rijkswaterstaat in 2005 is afscheid genomen van de benaming van dienstkringen. Na 2005 wordt de term district gehanteerd.
In 2011 is de naam van de vereniging gewijzigd in Vereniging van Infrabeheerders (VIB). De vereniging stelde het lidmaatschap ook open voor leiding- en richtinggevende functionarissen in de publieke sector waar Rijkswaterstaat mee samenwerkt. Sinds 19 april 2021 heet de vereniging Koninklijke Vereniging van Infrabeheerders (KVIB).
Sinds 1916 wordt het tijdschrift OTAR uitgegeven, een vakblad voor managers beheer en onderhoud infrastructuur.